# Mai 1922

## Événements
- Union des Églises luthériennes en Allemagne, qui rassemble 28 Églises.

- 5 mai : érection du Diocèse de Gaspé au Québec.

- 15 mai, France : présentation de la Torpédo Citroën 5 CV.

- 17 mai : à Brooklands, Kenelm Lee Guinness établit un nouveau record de vitesse terrestre : 215,17 km/h.

- 19 mai : accords de Gênes adoptant le Gold Exchange Standard. Le dollar et la livre sont reconnus comme monnaies de réserve.

- 30 mai : 500 miles d'Indianapolis.

## Naissances
- 2 mai : Serge Reggiani, comédien et chanteur français († 23 avril 2004).
- 7 mai : Darren McGavin, acteur, producteur, réalisateur et scénariste américain († 25 février 2006).
- 8 mai : 
  - Bernardin Gantin, cardinal béninois, doyen émérite du collège cardinalice († 13 mai 2008).
  - Stephen Kim Sou Hwan, cardinal sud-coréen, archevêque émérite de Séoul († 16 février 2009).
- 9 mai : 
  - Rolands Kalniņš, réalisateur letton († 17 mai 2022).
  - Marcel Boiteux, économiste et industriel français († 7 septembre 2023).
- 10 mai : Aimable, accordéoniste français († 31 octobre 1997).
- 11 mai : Jan Engels, coureur cycliste belge († 17 avril 1972).
- 13 mai : 
  - Otl Aicher, designer graphiste allemand († 1er septembre 1991).
  - Beatrice Arthur, actrice américaine († 25 avril 2009).
- 21 mai : Pio Laghi, cardinal italien, préfet émérite de la Congrégation pour l'éducation catholique († 10 janvier 2009).
- 27 mai : Christopher Lee, acteur britannique († 7 juin 2015).
- 29 mai : 
  - Iannis Xenakis, compositeur français († 4 février 2001).
  - Jean-Pierre Tennevin, écrivain français († 13 décembre 2023).
- 30 mai : Hal Clement, écrivain de science-fiction américain († 29 octobre 2003).
- 31 mai : Denholm Elliott, acteur britannique († 6 octobre 1992).

## Décès
- 7 mai : Manuel Granero, matador espagnol (° 4 avril 1902).
- 13 mai : « Varelito » (Manuel Varé García), matador espagnol (° 29 septembre 1893).
- 26 mai : Ernest Solvay, chimiste et industriel belge (° 16 avril 1838).